# Physaraia nigricephala
Physaraia nigricephala är en stekelart som beskrevs av Donaldson 1989. Physaraia nigricephala ingår i släktet Physaraia och familjen bracksteklar. Inga underarter finns listade i Catalogue of Life.